# Flufenoxuron
Flufenoxuron ist ein Pflanzenschutzwirkstoff aus der Gruppe der Insektizide.

## Eigenschaften

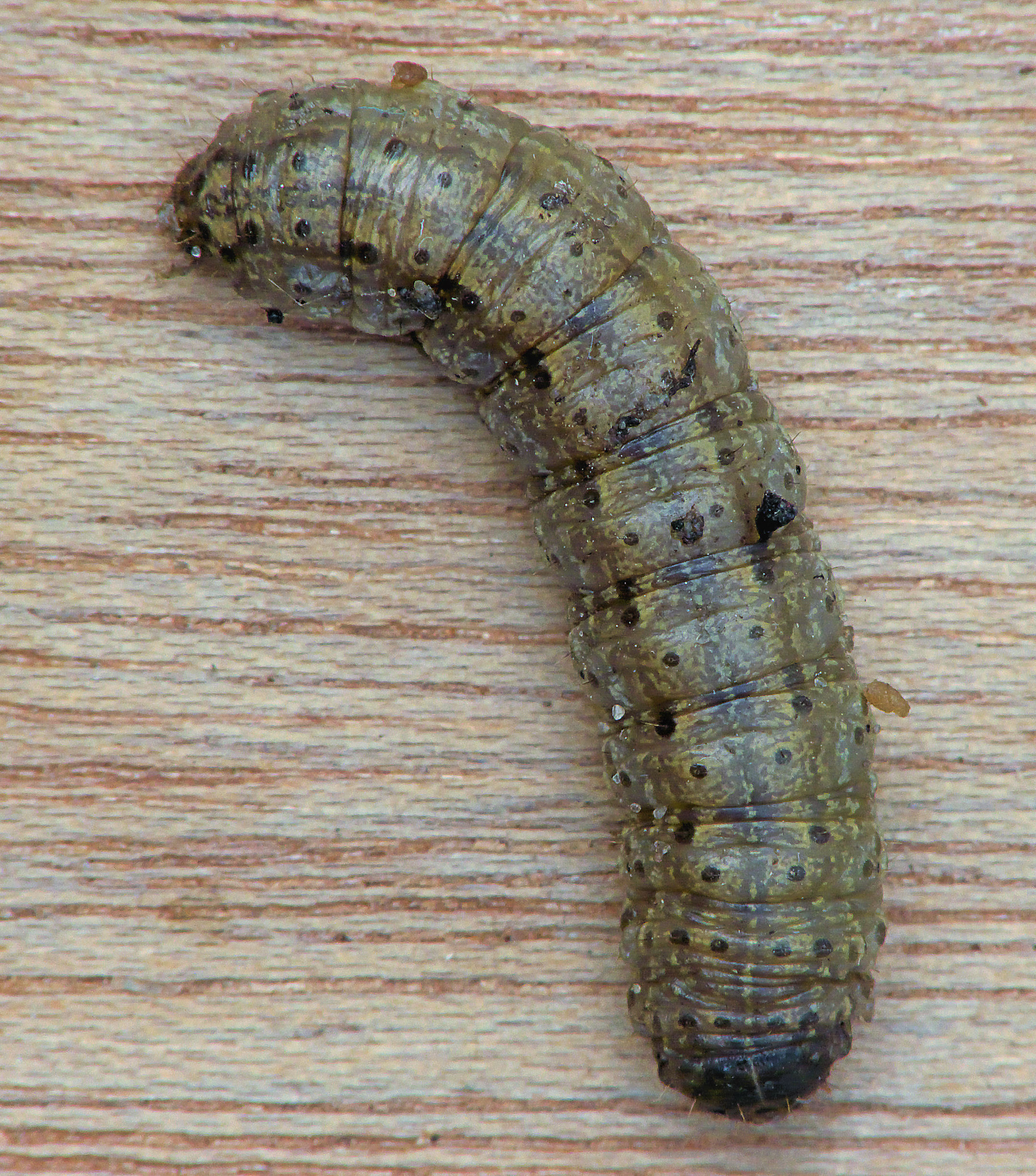
Raupe der Ypsiloneule

Flufenoxuron wird als Insektizid hauptsächlich bei Zitrusfrüchten, Baumwolle, Weintrauben, Tee und Sojabohnen eingesetzt.
Aufgrund einiger Resistenzentwicklungen, wurde in einer Studie die Wirkung von Chlorfluazuron und Flufenoxuron auf einige Entwicklungs- und Fortpflanzungsparameter der Ypsiloneule untersucht. Dabei stellte sich heraus, dass Chlorfluazuron und Flufenoxuron die Vitellogenese (Dotterbildung während der Eizellenentwicklung) der Ypsiloneule beeinträchtigen können.

## Synthese
Die mehrstufige Synthese von Flufenoxuron ist in der folgenden Reaktionssequenz beschrieben:

## Handelsname
Ein Pflanzenschutzmittel mit dem Wirkstoff Flufenoxuron wird unter dem Handelsnamen Cascade vermarktet.

## Zulassung
In Deutschland und der EU sind keine Pflanzenschutzmittel zugelassen, die diesen Wirkstoff enthalten.